# کنبدان
کنبدان یکی از روستاهای استان آذربایجان شرقی است که در دهستان دودانگه شهرستان هوراند واقع شده‌است.این روستا ۱۰۹ نفر جمعیت دارد.